# Атоев, Миратулло
Миратулло Атоев (7 октября 1938 — 10 апреля 1994) — таджикский и советский композитор, музыкальный педагог. Заслуженный деятель искусств Таджикской ССР (1983).

## Биография
В раннем детстве лишился родителей и воспитывался в детдоме. Хороший слух, которым он обладал, послужил поводом для перевода М. Атоева в Сталинабадский Дом одарённых детей. Здесь он учится играть на музыкальных инструментах.
Затем продолжил учиться на отделении народных инструментов Сталинабадского музыкального училища (класс рубоба). После совершенствовал своё исполнительское и сочинительское мастерство в Ташкентской консерватории.
На VIII съезде Союза композиторов республики (декабрь, 1986) М. Атоев был избран заместителем председателя Союза композиторов Таджикистана.

## Творчество
Композитору принадлежит значительное количество пьес учебно-педагогического репертуара для различных инструментов. М. Атоев посвящал очень много времени и сил воспитанию национальных кадров. Особо активную музыкально-педагогическую деятельность проявлял композитор в начальном и среднем звене системы музыкального образования.
В целом, М. Атоев внёс большой вклад в развитие музыкальной педагогики Таджикистана. Это стало существенным основанием для присуждения его имени впоследствии (2007) Республиканской средней специальной музыкальной школе-интернату, воспитавшей для Таджикистана много кадров — педагогов, учёных — докторов, кандидатов наук, музыкантов, лауреатов международных конкурсов.
М. Атоев воплотил в себе лучшие черты современной музыки Таджикистана — её гражданственность, верность
народным традициям и профессионализм.

## Основные музыкальные сочинения
Сценические произведения
- Балет «Камони сењрнок» в 2-х актах. Либретто С. Азаматовой (1983—1984)

Симфонические произведения
- Симфония «Мубориза» (1966)
- Симфония № 2 (1967)
- Сюита «Гурба ва муш», текст У. Зокони, для большого симфонического оркестра и чтеца (1970)
- увертюра «Тўёна» для симфонического оркестра (1984)

Вокально-симфонические произведения
- Кантата «Дар оѓуши Ватан» на сл. М. Фархата для солиста, детского хора и симфонического оркестра (1974)
- Кантата «Кишвари азиз» на сл. Б. Фарруха для солиста, хора и оркестра (1977)
- Кантата «Мо-бачагони хушбахтем» на сл. М. Миршакара и Г. Сулаймоновой для солистов, детского хора

и оркестра (1980)
- Вокально-симфоническая поэма «Китоби об» на сл. А. Файзулло для солиста, хора и оркестра (1982)

Произведения для оркестра народных инструментов.
Песни и романсы.
Инструментальные пьесы.
Музыка к спектаклям.